# Christine Clerc
Pour les articles homonymes, voir Clerc.
Christine Clerc est une journaliste politique française, née le 31 octobre 1942 à Lyon.

## Biographie
Fille de François Clerc, agent de change, et de Monique Preschez, sa scolarité se déroule chez les dominicaines du Havre, puis en pension au collège Notre-Dame des Oiseaux, que fréquentèrent aussi Martine Aubry et Ségolène Royal. Étudiante en droit, elle épouse à dix-neuf ans un interne en médecine et a deux fils : Antoine et Fabrice.
Elle traduit des romans policiers pour la Série noire Gallimard et s’inscrit à l’École du Louvre, où l'égyptologue Christiane Desroches Noblecourt lui transmet son amour de l’Égypte.

### Carrière
Après des études à la Faculté de droit, à Sciences Po et à l’École du Louvre, elle entame une carrière de journaliste à L'Express en 1970, sous la direction de Françoise Giroud. Celle-ci lui commande, pour première grande enquête, un tour de France sur le thème « Comment vit-on avec 1000 francs par mois ? ».
À la suite du départ de L'Express de Jacques Duquesne et de Claude Imbert, pour fonder Le Point, Imbert, son nouveau directeur qui a promu auparavant dans le journalisme politique Michèle Cotta et Catherine Nay, lui propose de rejoindre le nouvel hebdomadaire. Elle est, jusqu’en 1979, successivement spécialiste des problèmes sociaux, agricoles, et de santé. Elle y tient une chronique sur le monde des entreprises et effectue de grands reportages sur les entreprises françaises à l’étranger (Chine, Brésil, États-Unis).
En 1979, elle entame une collaboration avec le magazine Elle où elle effectue des portraits de personnalités politiques (première interview publiée de Bernadette Chirac, dans Elle en 1979 ; premier portrait de Marie-France Garaud).
En 1981, elle devient grand reporter et journaliste politique au Figaro Magazine et au Figaro. Sous la direction de Louis Pauwels, elle y poursuit ses grands reportages à travers la France des usines, des campagnes, des hôpitaux et des collèges. Regroupés dans un livre, Le Bonheur d’être Français, ceux-ci lui vaudront d’être l’une des toutes premières femmes lauréates du prix Albert-Londres (1982). Elle suit en campagne électorale François Mitterrand, Jacques Chirac, Édouard Balladur, Nicolas Sarkozy. Elle interviewe à leur domicile Simone Veil, Raymond Barre, etc. Elle rejoint à nouveau le journal à partir de 1995 et de l'arrivée de Franz-Olivier Giesbert à la direction ; elle part en 2006, après la reprise du groupe par Dassault et le départ de Giesbert.
En même temps, Christine Clerc travaille pour  plusieurs magazines comme Connaissance des arts, Vogue et Reader's Digest, pour lesquels elle écrit notamment des portraits d’artistes (Yves Saint Laurent, Maria Helena Vieira da Silva, Hans Hartung, Jean-Pierre Raynaud, Charlotte Perriand). Elle collabore également aux hebdomadaires Valeurs actuelles (jusqu'en janvier 2013) et Marianne. Elle tient une chronique hebdomadaire au Télégramme de Brest (à partir de 1979) et au Midi libre (à partir de 1996).
De 1986 à 1989, elle assure l’interview matinale de RMC. De 1980 à 1992, elle est membre du « Club de la presse » d’Europe 1. De 1992 à 2006, elle est chargée de remplacer durant ses vacances le chroniqueur politique de la matinale à RTL (Philippe Alexandre puis Alain Duhamel). Elle écrit de nombreux livres autour de la politique et de l’Histoire, dont quatre ouvrages sur la période de Gaulle, mais aussi un essai sur Victor Hugo.
Elle est membre de l’Association du prix Albert-Londres et préside le jury du Prix Aujourd'hui, un prix qui récompense chaque année un ouvrage historique, philosophique ou politique.
Elle participe ponctuellement comme invitée à l'émission quotidienne C dans l'air de la chaîne publique France 5.

### Polémiques
En novembre 1985, elle relate dans Le Figaro l'interview qu'elle fait de Coluche à la fin de l'émission de l'humoriste à Europe 1. Cet échange doit être fait à propos du lancement de la campagne pour les Restos du cœur. Remarquant que Coluche est reçu par des personnalités politiques qu'il dénonçait lors de sa « campagne présidentielle », comme Pierre Mauroy, Jacques Chaban-Delmas ou le propre directeur éditorialiste du Figaro, Alain Peyrefitte, elle lui dit « Au fond, tous ces gens qui vous reçoivent, qui vous font la cour, vous les méprisez. » Coluche entre alors dans une grande colère et l'agresse physiquement. Selon le récit de Coluche, « il n'y a pas eu de coups et blessures » mais il reconnaît l'avoir poussée hors du studio et avoir jeté de l'eau.
En 1987, elle interroge le leader de la CGT Henri Krasucki, invité du Club de la presse d’Europe 1, mettant en opposition la naturalisation française de Krasucki en 1947, et la vision très pessimiste de la France que celui-ci évoque régulièrement, s'interrogeant sur son droit à critiquer le pays dont il avait obtenu la nationalité. Très ému, Krasucki rappelle que son père n'est pas revenu de sa déportation d'Auschwitz, et que lui-même a été déporté à Buchenwald pour sa participation aux FTP-MOI. Clerc est le lendemain accusée par Le Matin d'avoir qualifié son interviewé de « Français de fraîche date ».
En 2003, à la suite d’un billet publié à la une du Figaro sous le titre « Éteins le feu et tire-toi » (en hommage à un policier et à sa femme victimes d’un attentat nationaliste alors qu’ils avaient aidé un village corse situé sur les hauteurs d’Ajaccio, où ils s'étaient récemment installés, à éteindre un incendie de maquis), Christine Clerc est elle-même victime d'un mitraillage de sa voiture dans ce village où elle les avait interviewés. L’enquête, confiée par le ministre de l’Intérieur Nicolas Sarkozy à la brigade antiterroriste, n’aboutira pas.
En janvier 2008, Nicolas Sarkozy devenu président de la République, lance lors de la première conférence de presse à l'Élysée : « Avec Carla et moi, c'est du sérieux ! ». Christine Clerc l'interpelle alors par quatre fois, jusqu'à ce qu'on lui tende enfin un micro : « Et le pouvoir d'achat, monsieur le Président ? Vous aviez promis d'être le président du pouvoir d'achat ». Réponse de l'intéressé : « Que voulez-vous que je vous dise ? Que les caisses sont vides ? ». Cette question vaudra à Christine Clerc d'être rayée des listes de l'Élysée durant tout le quinquennat.
En 2011, dans son livre Les Conquérantes, elle révèle comment Pierrette Le Pen, l'ex-épouse de Jean-Marie Le Pen, lui a appris que sa petite-fille Marion, adoptée par Samuel Maréchal, était en réalité la fille du journaliste Roger Auque (décédé en 2014). Une révélation qui lui vaudra d'être traitée de « salope » par le journal d'extrême droite Minute.

## Publications
- Domenica la diabolique, éditions de l'Observatoire, 2021
- « Adieu la France ! ». Pourquoi de Gaulle est parti, éditions de l'Observatoire, 2019
- J'ai vu cinq présidents faire naufrage, éd. Robert Laffont, 2017, 330 pages
- Victor Hugo amoureux,  éditions Rabelais, 2016
- Le Tombeur du général, Allary éditions, 2016, 222 pages.
- Tout est fichu! Les coups de blues du Général, éd. Albin Michel, 2014
- Les Conquérantes, douze femmes à l'assaut du pouvoir, Nil Éditions, 2013
- Le Pape, la femme et l'éléphant, éd. Flammarion, 2011  (ISBN 978-2081253414)
- Carnets intimes de Nicolas Sarkozy, Éditions Nil, 2009  (ISBN 978-2841114368)
- De Gaulle - Malraux : une histoire d'amour, Éditions Nil, 2008  (ISBN 978-2841113729)
- Tigres et tigresses : Histoire intime des couples présidentiels sous la Ve République, éd. Plon (2007)
- Lettre à un petit garçon, éd. Plon (2002)
- Les de Gaulle, une famille française, Nil Editions, 2000  (ISBN 978-2365590150)
- Journal intime de Jacques Chirac, tomes 1 à 4, Albin Michel (1995-1998)
- Cent jours à l'hôpital, éd. Grasset (1994)
- La Guerre de Mitterrand (avec Josette Alia), éd. Olivier Orban (1991)
- Le Bonheur d'être Français, éd. Grasset (1982), prix Albert-Londres

## Distinctions

### Prix et récompenses
- 1982 :  Prix Albert-Londres pour Le Bonheur d'être Français

### Décorations
- Officière de l'ordre des Arts et des Lettres Elle est promue officière le 16 septembre 2019[10]